# Bixente Lizarazu
Pour les articles homonymes, voir Lizarazu.
Bixente Lizarazu [biˈʃente liˈs̪araˌs̪u], né le 9 décembre 1969 à Saint-Jean-de-Luz, est un footballeur international français évoluant au poste d’arrière gauche de la fin des années 1980 jusqu'au milieu des années 2000 et reconverti comme consultant sportif.
Formé dans son Pays basque natal, Lizarazu intègre les Girondins de Bordeaux où il débute en professionnel. Il joue huit saisons au club avec lequel il termine vice-champion de France 1990, champion de D2 1992 puis finaliste de la Coupe UEFA 1996. Sous le maillot au scapulaire, il est élu plusieurs fois meilleur arrière gauche du championnat de France.
Après la finale européenne, il rejoint le club basque de l'Athletic Bilbao où, souffrant d'une blessure, il joue peu et décide de ne rester qu'une saison. Il rejoint le Bayern Munich où il dispute le titre de champion d'Allemagne ainsi que la Ligue des champions chaque année. Après un triplé en Bundesliga, il remporte aussi la C1 en 2001. Finaliste de la Supercoupe de l'UEFA, il remporte la Coupe intercontinentale à la fin de l'année. En 2004, il souhaite revenir en France, mais ses six mois à l'Olympique de Marseille sont un échec et il décide de revenir à Munich. Pour ses deux dernières saisons, il réalise deux doublés coupe championnat d'Allemagne. Au total, il remporte six Bundesliga, cinq coupes d'Allemagne et cinq coupes de la Ligue. Pendant ses années au Bayern, il est élu plusieurs fois meilleur arrière gauche de Bundesliga. Durant sa carrière, Lizarazu est considéré comme un des meilleurs joueurs à son poste.
Avec l'équipe de France, Lizarazu est d'abord demi-finaliste de l'Euro 1996. Une fois installé dans l'équipe, il remporte la Coupe du monde 1998 ainsi que le Championnat d'Europe 2000 et deux Coupes des confédérations en 2001 et 2003.
Il se reconvertit dans les médias comme spécialiste football dans différents domaines : animateur de radio, commentateur de matches à la télévision et chroniqueur dans la presse écrite. Il est également producteur/réalisateur de documentaires. Animant sa propre émission radio sur RTL (Le Club Liza) puis sur France Bleu (Planète Liza), il est commentateur football pour TF1 depuis septembre 2009.

## Biographie

### Enfance basque et formation bordelaise
Enfant, Bixente (Vincent, prénom de naissance) Lizarazu se met rapidement au sport en pratiquant le ski avec ses parents et son frère, la pelote basque, le surf, le rugby à XV et le football en signant une licence au sein du club des Églantins de Hendaye. En septembre 1983, à presque quatorze ans, il intègre le sport-étude de Mérignac où, après une année de présence, il se fait remarquer par les recruteurs des Girondins de Bordeaux qui font tout pour attirer le jeune basque. Dans un premier temps, ses parents ne sont pas d'accord pour le laisser partir à son âge au sein du club bordelais alors que Bixente hésite à s'orienter vers le tennis ou le football. Finalement, il jette son dévolu sur le ballon. Son frère Peyo Lizarazu (1975-), est surfeur professionnel,.
Bixente Lizarazu rejoint les Girondins en cadet première année (quinze ans). Il ne joue qu'en équipe réserve de la catégorie, au poste d'attaquant. Ce n'est qu'au cours de seconde année cadet qu'il est parfois remplaçant en équipe première de cadets nationaux. Entre treize et seize ans, Lizarazu a du mal à convaincre car en retard physiquement. Son éducateur le trouve « pas assez grand, pas assez physique ». À dix-sept ans, il connaît une saison déterminante pour sa première année junior. Il y a trois niveaux à cette époque-là, il commence à jouer au plus bas, avant de gravir un à un les échelons suivants : la Division d’honneur, puis la troisième division, pour finir par s’entraîner avec les pros. Deux personnes sont déterminantes à ce moment : Pierrot Labat, éducateur du club, et Ante Mladinić, un technicien yougoslave venu à Bordeaux pour développer le jeu de passes. Les dirigeants veulent l’envoyer jouer à Pau, mais les deux hommes refusent et lui laissent sa chance avec le groupe professionnel. Lors de la saison 1988-1989, il est intégré au groupe par Aimé Jacquet puis Didier Couécou,.

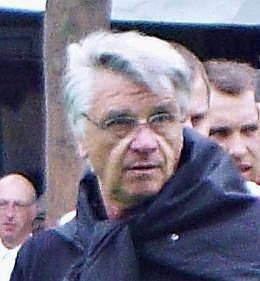
Aimé Jacquet intègre Lizarazu au groupe professionnel à Bordeaux.

Lizarazu ne s'enferme pas dans la carrière de footballeur. Il poursuit aussi ses études jusqu'au baccalauréat au lycée Daguin de Mérignac où il obtient un « bac D ». Il entre ensuite à l'université (UEREPS de Bordeaux), puis passe son DEUG et une licence STAPS, qui doit le préparer au professorat d'éducation physique. Il commence ensuite une maîtrise de gestion sportive qu'il abandonne rapidement pour pouvoir répondre aux exigences du niveau professionnel.

### Girondins de Bordeaux

#### 1988-1992: Débuts

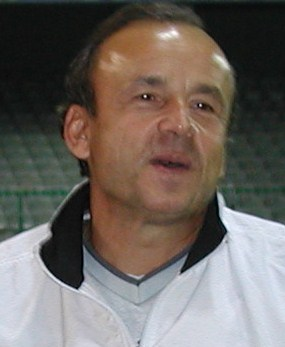
À ses débuts, Lizarazu est en concurrence avec Rohr (ici en 2002).

En novembre 1988, Aimé Jacquet le prend comme remplaçant pour un déplacement au SM Caen, où il entre en cours de jeu, puis le titularise après la trêve hivernale chez le FC Sochaux. Il prend une nouvelle dimension au sein de l'équipe girondine en février 1989 quand Didier Couécou prend les commandes du groupe bordelais après le limogeage de Jacquet. Celui-ci décide de demander au jeune basque de devenir arrière gauche. Bixente Lizarazu accepte et prend au fur et à mesure la place de titulaire à Gernot Rohr. Le jeune homme de 19 ans s'impose sans difficulté à son nouveau poste. Avec seize matchs de disputés durant cette saison 1988-1989, il prend part à la piètre treizième position finale acquise en championnat par son équipe.
À la suite du départ à la retraite de Rohr, Bixente Lizarazu récupère logiquement le poste d'arrière latéral gauche ce qui l'amène à réaliser une saison 1989-1990 pleine avec 42 rencontres pour deux buts, ses premiers en D1, toutes compétitions confondues en ne ratant aucune journée de championnat. Collectivement, sous la houlette de Raymond Goethals, les Bordelais réalisent un bon exercice en luttant jusqu'à la dernière journée pour le titre de champion de France avec l'Olympique de Marseille. Ils terminent vice-champions à deux points des Phocéens, tout en ayant les secondes meilleures attaques (51) et défenses (25) de l'élite. Les Bordelais effectuent également un bon parcours en coupe de France jusqu'en quart de finale perdu aux tirs au but contre le futur finaliste, le RC Paris. Il développe une relation footballistique très forte avec Jesper Olsen. « Il était milieu gauche, moi arrière gauche, mais on ne savait pas trop qui était le milieu et qui était le défenseur, c’était assez magique, cette relation avec un joueur de couloir pur ».
La saison 1990-1991 voit Lizarazu confirmer son exercice précédent en accumulant 35 matchs pour deux buts. Collectivement, les Girondins ne se battent pas pour le titre national, mais plus pour son maintien (dixièmes). Mais, à l'issue du championnat, la DNCG décide de rétrograder administrativement Bordeaux en seconde division à cause d'un déficit budgétaire. Pendant cette année, Bixente Lizarazu découvre à 21 ans les joutes européennes en disputant six matchs en coupe UEFA où lui et ses coéquipiers vont jusqu'en huitième de finale perdu 7-0 score cumulé contre l'AS Roma, futur finaliste.
Même avec la descente en D2, le Basque ne quitte pas le navire girondin ce qui l'amène à être l'une des pièces maîtresses des Girondins. Pour la saison 1991-1992, il ne manque qu'une journée du championnat où lui et ses coéquipiers réussissent à retrouver l'élite en terminant en tête du groupe B, tout en ayant la meilleure défense avec 24 buts d'encaissés. Il inscrit un premier trophée à son palmarès à la suite de l'acquisition du titre de champion de France de D2 après la victoire contre le premier du groupe A, Valenciennes. Il déclare en 2016 : « Cela a créé un véritable lien entre le club et moi. Le titre de champion de France de D2 est aussi important que les 22 ou 23 titres que j’ai remportés ensuite durant ma carrière ».

#### 1992-1996: De la D2 à la Coupe d'Europe

L'arrivée de Zidane et son entente avec Lizarazu participent aux bons résultats des Girondins.

La remontée en 1992 est le début d’un nouveau cycle avec l’arrivée de Zinédine Zidane aux Girondins. Une relation très forte dans le jeu existe entre Zidane, Dugarry et Lizarazu. Le promu bordelais est la surprise du championnat 1992-1993 en arrachant une qualification européenne à la suite de sa quatrième position finale tout en ayant la meilleure défense avec seulement 25 buts d'encaissés. En parallèle du championnat, les Girondins atteignent les quarts de finale de la coupe de France qu'ils perdent 2-0 contre le PSG, futur vainqueur.
Les renforts permettent à Bordeaux de rééditer son exploit de l'année passée en terminant de nouveau quatrième. Pendant ce championnat 1993-1994 Bixente Lizarazu vit son exercice le plus abouti en termes d'efficacité avec neuf buts en 32 rencontres. Pour la seconde campagne européenne de sa carrière, Lizarazu atteint de nouveau les huitièmes de finale, perdu contre Karlsruher SC.
Pour la saison 1994-1995, le club bordelais termine sixième ex aequo avec l'AS Monaco et une qualification pour la Coupe Intertoto 1995 à la clé. Les Girondins effectuent des parcours mitigés au sein des coupes puisqu'ils atteignent les quarts de finale de la coupe de France (perdu 2-0 après prolongations contre le RC Strasbourg, futur finaliste) et les seizièmes de finale de la coupe UEFA (perdu contre Katowice).
Lors de la saison 1995-1996, avec beaucoup de défenseurs au sein de son effectif, le coach Slavoljub Muslin joue l'alternance entre tous ses joueurs défensifs ce qui amène Lizarazu à ne jouer qu'en championnat et en coupe d'Europe. Avec 40 matchs pour huit buts, il prend part à la saison 1995-1996 contrastée de son équipe. Celle-ci commence la saison par la coupe Intertoto et se qualifie pour la Coupe UEFA 1995-1996. Les Bordelais se hissent jusqu'en finale, après avoir notamment éliminé le Milan AC lors du quart de finale retour dans un match resté dans les mémoires, et délaisse le championnat (16e). Pour la finale contre le Bayern Munich, son dernier match avec les Girondins, Lizarazu sort sur blessure après un tacle dangereux au genou d'Emil Kostadinov. Il est contraint de céder sa place à Cédric Anselin à la 30e minute, avec une plaie de douze centimètres de long sur un de large, dont Lizarazu a toujours la cicatrice,. En 2016, il déclare « J’ai joué toutes les plus grandes compétitions, et je les ai toutes gagnées, je ne peux pas me plaindre… mais s’il doit y avoir un regret dans ma carrière, c’est d’avoir perdu cette finale, car j’aurais aimé la gagner pour mon club. J’ai passé douze ans aux Girondins, j’y ai gagné un titre de D2, j’aurais aimé qu’il y ait ça en plus. On dit toujours "Il n’y a que la victoire qui compte", on ne se souvient pas du perdant ».
À la fin de cette saison 1995-1996, le Bayern se manifeste et David Dein, le vice-président d’Arsenal FC, le veut absolument aussi. Le club basque de l'Athletic Bilbao est aussi intéressé. « Bilbao est une bonne équipe, un bon club. Je suis frontalier, et la Liga espagnole est le championnat que j’ai toujours suivi. Quand j’étais jeune, j’allais plutôt à San Sebastian, parce que mon père était socio de la Real Sociedad (...). La Liga pour moi c’était le championnat naturel pour aller à l’étranger. Une façon "douce" de partir : c’est à cent kilomètres de chez moi ». Avant de quitter la France, Bixente Lizarazu est élu trois fois meilleur arrière gauche du championnat de France sur les sept saisons où il évolue à ce niveau.

### Brève expérience à l'Athletic Bilbao

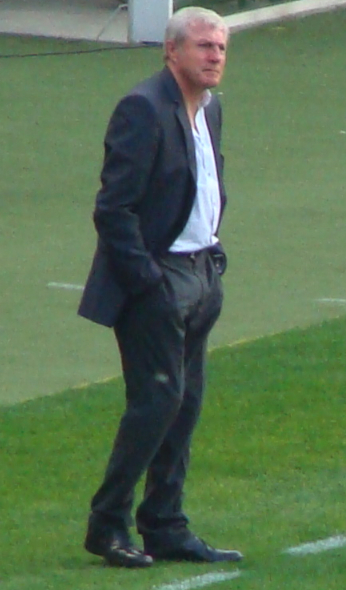
Sa blessure et sa relation avec Luis Fernandez sont les raisons de sa seule saison à Bilbao.

Pendant l'été 1996, grâce à ses origines basques, Bixente Lizarazu choisit de rejoindre le championnat d'Espagne afin de s'engager en faveur de l'Athletic Bilbao où la tradition est de ne recruter que des joueurs basques. En débarquant à Bilbao, il devient le premier joueur basque non-espagnol à évoluer pour le club tout en voulant franchir une nouvelle étape dans sa carrière afin d'être reconnu comme l'un des meilleurs défenseurs européens. C'est l'entraîneur français Luis Fernandez, recruté la même année, qui fait appel à Bixente Lizarazu.
À Bilbao, il est victime d’une pubalgie contractée à Bordeaux et mal soignée, avant de se faire opérer au bout de quatre mois. Pour la première blessure de sa carrière, amoindri physiquement, il est touché mentalement. Il se fait opérer, sa première partie de saison est tronquée. Par la suite, une mésentente avec son entraîneur Fernandez n'aide pas à son retour. Finalement, il ne totalise que 18 rencontres toutes compétitions confondues avec une bonne sixième position finale acquise par l'Athletic.
Il prend la décision de partir, pour rebondir, et signe au Bayern Munich. Il accepte l'offre que lui fait le Bayern, tout en sachant que peu de joueurs français ont jusque-là réussi à s'adapter en Bundesliga. « Cela a constitué le meilleur choix de ma vie sportive. Je ne me suis jamais senti bien ni mentalement, ni physiquement à Bilbao : j’étais à 60 ou 70 %, je n’ai pas pu m’exprimer ».

### Bayern Munich

#### 1997-2001: Neuf trophées en quatre ans
Dès son arrivée en Bavière, Lizarazu s'adjuge la coupe de la Ligue aux dépens du VfB Stuttgart sur le score de 2-0. Mais, quelques mois plus tard, sa pubalgie est de retour ce qui l'amène à effectuer de nombreuses séances de kinésithérapie voire d’acupuncture pour faire disparaître la douleur. Finalement, pour sa première année munichoise, il totalise 25 matchs toutes compétitions confondues, finit vice-champion et remporte la seconde coupe nationale en battant en finale de la coupe d'Allemagne le MSV Duisbourg sur le score de 2-1. Il participe au parcours du Bayern en Ligue des champions jusqu'en quarts de finale, perdu 1-0 score cumulé contre le Borussia Dortmund.

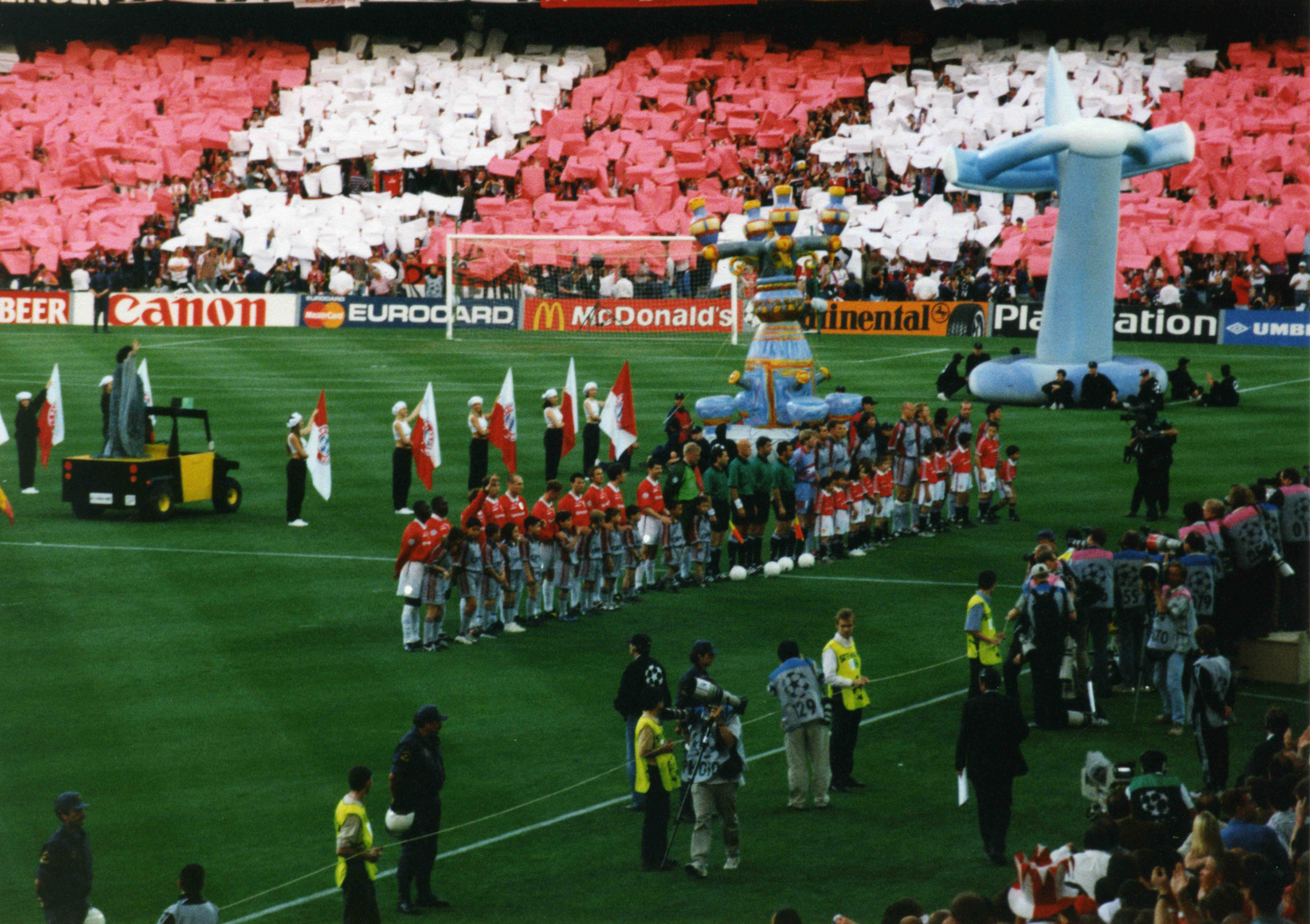
Blessé, Lizarazu ne peut participer à la finale de C1 1999.

La saison 1998-1999 voit de nouveau Bixente Lizarazu être gêné par une nouvelle blessure contractée en mars 1999, rupture totale du ligament postérieur du genou gauche, ce qui l'empêche de participer à la finale de la Ligue des champions. Avec neuf matchs joués, il est l'un des artisans du parcours de son équipe. C'est comme spectateur, qu'il voit ses coéquipiers s'incliner 2-1 contre Manchester United. Avec ses 19 matchs pour deux buts en Bundesliga, il peut ajouter à son palmarès un titre de champion d'Allemagne, tout en ayant les meilleures défenses (28) et attaques (76), une nouvelle coupe de la Ligue conquise 4-0 contre le VfB Stuttgart avec une défaite en finale de coupe d'Allemagne aux tirs au but contre le Werder Brême.
En 1999-2000, le Bayern conserve son titre de champion grâce à une meilleure différence de buts sur le Bayer Leverkusen (+45 contre +38). Le club bavarois réalise le triplé avec les coupes de la Ligue en début de saison puis d'Allemagne conquises toutes deux contre le Werder Brême (respectivement 2-1 et 3-0). En Ligue des champions, le Bayern atteint les demi-finales, perdues 3-2 contre le Real Madrid CF, futur vainqueur. Au début de la saison, il écope d'une amende de 10 000 Deutsche Mark (environ 5 100 euros) de la part du club bavarois, pour avoir giflé son coéquipier Lothar Matthäus lors d'un entraînement.
Pour l'exercice 2000-2001, Munich remporte son troisième titre national consécutif avec un petit point d'avance sur Schalke 04. En début de saison, Lizarazu remporte aussi la coupe de la Ligue 5-1 contre Hertha Berlin. Un des sommets de la carrière de l'ancien de Bilbao est l'année 2001 avec la victoire en Ligue des champions aux dépens de Valence CF (1-1, tab).

#### Dernières saisons
Pour la saison 2001-2002, à la suite de la victoire en C1, le Bayern remporte la coupe intercontinentale en venant à bout de Boca Juniors sur le score de 1-0 après prolongations. En Ligue des champions, le Bayern s'arrête en quart de finale, éliminé par le Real Madrid comme deux ans auparavant : 3-2 contre le futur vainqueur de l'épreuve.
En 2002-2003, le Bayern reconquiert le titre national ainsi que la coupe d'Allemagne contre Kaiserslautern (3-1). En Ligue des champions, Munich est éliminé dès la première phase de groupes à la suite de la quatrième position du Bayern dans le groupe G.
Pour l'exercice 2003-2004, le Bayern est vice-champion derrière le Werder et s'incline encore contre le Real Madrid en huitième de finale de C1 (2-1). En fin de saison, Lizarazu remporte la coupe de la Ligue 3-2 contre Werder Brême. À presque 35 ans, l'ancien Girondin refuse une prolongation de contrat et décide pendant l'été 2004 de revenir en France afin de terminer sa carrière dans une équipe française dans le but d'apporter son expérience et choisit l'Olympique de Marseille.
Quand Bixente Lizarazu débarque à Marseille fin juillet 2004, il annonce qu'il « aime les défis », que « le challenge est excitant » et que du haut de ses 34 ans, il va « essayer d'encadrer les jeunes au même titre que les autres », et « tenter d'apporter une certaine assise à cette équipe ». Il y trouve un effectif de qualité avec la présence de joueurs d'expérience et confirmés,, mais le début du championnat 2004-2005 est décevant à cause de résultats médiocres ce qui amène José Anigo à démissionner au mois de novembre. Philippe Troussier reprend les rênes de l'OM et n'utilise jamais Lizarazu et prend même ce dernier à parti afin de donner un électrochoc à l'équipe phocéenne. Ce qui amène Lizarazu à quitter Marseille pendant la trêve hivernale,. En 2022, le magazine So Foot le classe dans le top 1000 des meilleurs joueurs du championnat de France, à la 124e place.
Pour oublier cette mésaventure marseillaise, il fait son retour en janvier 2005 au Bayern Munich. Il choisit le numéro 69 pour son retour en référence à son année de naissance, puisque son numéro 3 fétiche était déjà pris. Il dispute 19 matchs toutes compétitions confondues jusqu'à la fin de la saison. Ses statistiques lui permettent de rajouter à son palmarès un nouveau titre national et également une coupe d'Allemagne aux dépens de Schalke 04 sur le score de 2-1. Il participe aussi à la Ligue des Champions où le Bayern va jusqu'en quarts de finale perdus 6-5 score cumulé contre Chelsea FC.

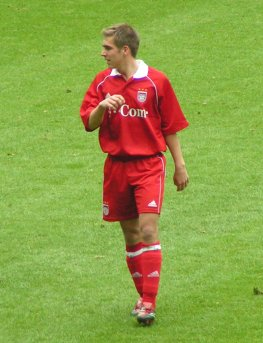
Lors de sa dernière saison, Lizarazu laisse progressivement la place à Philipp Lahm.

Du fait que le Français approche de ses 36 ans, les dirigeants du Bayern décident de faire revenir à Munich Philipp Lahm, ce qui amène l'entraîneur Félix Magath à alterner entre les deux latéraux. L'ancien Bordelais accumule 27 rencontres toutes compétitions confondues et prend part à un nouveau doublé coupe-championnat. Lizarazu est élu, lors de cette année-là, meilleur latéral gauche d'Allemagne. Pour la dernière campagne européenne de sa carrière, le Français et son équipe s'arrêtent aux huitièmes de finale perdus 5-2 score cumulé contre le Milan AC. Le film Merci beaucoup und au revoir retrace ses derniers mois au sein de l'équipe bavaroise.
Il annonce officiellement sa retraite le 30 avril 2006. En huit saisons et demi, Lizarazu remporte avec le Bayern six titres de champion d'Allemagne, une Ligue des champions (en 2001), une coupe du monde des clubs (Coupe intercontinentale), cinq Coupes d'Allemagne et cinq coupes de la Ligue. Dans une interview donnée à France Info le 3 novembre 2009, Lizarazu précise que « Le meilleur choix que j'ai fait, dans ma vie, c'est de partir au Bayern Munich ». Ses sept ans de passés à Munich lui font connaître un niveau international du fait qu'il dispute la Ligue des Champions à chaque saison tout en jouant le haut du classement en Bundesliga, ce qui lui vaut d'être élu trois fois comme le meilleur latéral du championnat allemand.

### En équipe de France (1992-2004)

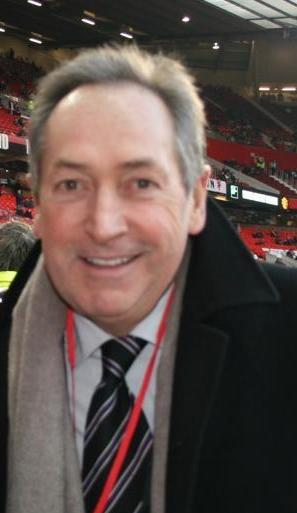
Gérard Houllier intègre Lizarazu en Bleu en 1992.

Lizarazu découvre l'équipe de France en novembre 1992 lorsque Gérard Houllier le convoque pour un match contre la Finlande (victoire 2-1),.
Du fait qu'il soit né dans le Pays basque, il est éligible pour jouer avec l'équipe du Pays basque de football. Bien que cette sélection ne soit pas officielle, elle réunit tous les Basques (espagnols et français). Le 22 décembre 1993, le Pays basque affronte la Bolivie, devant 23 000 personnes, à Saint-Sébastien et remporte la rencontre 3-1. Titulaire, c'est son unique sélection avec le Pays basque.
Lizarazu met près de quatre années à s'imposer durablement chez les Bleus. Parfois utilisé comme joker au poste de milieu gauche et barré au poste d'arrière gauche par Éric Di Meco, Lizarazu ne devient titulaire à part entière en équipe de France qu'au cours de l'Euro 1996. Il est associé à Laurent Blanc, Marcel Desailly et Lilian Thuram. Pour sa première grande compétition internationale, il atteint les demi-finales perdues aux tirs au but contre la République tchèque.
En arrivant au Bayern Munich en 1997, toujours gêné par sa pubalgie, Lizarazu voit la visite du sélectionneur depuis 1993, Aimé Jacquet. Il raconte : « Je suis passé du fond du trou au sommet du monde en six mois. Il est venu me voir à Munich et il m’a dit : "Fais tout ce qu’il faut en termes de soins, de récupération, d’entraînement, reviens à 100 % et tu seras mon arrière gauche ».
Lors de la Coupe du monde 1998, on le voit surtout lors du début de la compétition pour ses incessantes montées côté gauche et sa débauche d'énergie. Buteur et passeur devant l'Arabie saoudite au premier tour, le Basque s'éteint quelque peu au fil de la compétition, éprouvant certaines difficultés à conserver la même tonicité. Durant le quart de finale face à l'Italie, son tir au but est arrêté par Gianluca Pagliuca, ce qui n'empêche pas la France de s'imposer (0-0 ; 4-3 t.a.b),. Mais sa rage de vaincre est un élément prépondérant du succès français.
Lizarazu devient l'un des piliers de la meilleure défense du monde des années 1998 à 2000. Grâce à sa parfaite entente avec Zinédine Zidane sur le côté gauche, son apport offensif se montre également très précieux. Avec les Bleus, Bixente Lizarazu remporte la Coupe du monde 1998 et le championnat d'Europe des nations 2000. Selon le livre Sciences Sociales Football Club, le nombre de bébés prénommés Bixente (de même que le nombre de bébés prénommés Zinédine et Lillian) a explosé après la Coupe du monde 1998, ce qui illustre l'impact de la victoire de France 98 sur une partie de la société française.
Lors de la saison 2001-2002, il devient le deuxième joueur français de l'histoire (après Didier Deschamps) à être tenant des titres mondiaux et européens, aussi bien en club (Ligue des champions et Coupe intercontinentale en 2001 avec le Bayern de Munich) qu'en sélection nationale (Coupe du monde 1998 et Euro 2000).
Bixente Lizarazu prend sa retraite internationale à l'issue de l'Euro 2004, à la suite d'une élimination en quart de finale contre la Grèce. Au cours de ce match, Lizarazu se fait surprendre par Theódoros Zagorákis sur son côté gauche. Le joueur grec effectue alors une passe décisive pour Ángelos Charistéas, qui inscrit le seul but de la rencontre et élimine l'équipe de France de la compétition. Il connaît donc 97 sélections pour deux buts marqués.

### Reconversion dans les médias
Alors qu'il est encore footballeur professionnel en activité, Étienne Mougeotte, directeur d'antenne de TF1, le sollicite pour qu'il vienne sur la chaîne privée à l'issue de sa carrière. Par la suite, Michel Denisot puis Alexandre Bompard, directeur des sports de Canal+, le sondent également pour entrevoir une reconversion à la télévision. En 2006, après avoir pris sa retraite en mai, il signe dans la foulée un contrat de trois ans avec Canal+. À la suite de l'acquisition tardive des droits de diffusion des matchs de la Coupe du monde 2006, il devient commentateur avec Grégoire Margotton pour les matchs de l'équipe de France et les matchs des équipes puis le consultant pour la chaîne cryptée. En 2008, il est consultant pour la première saison du Canal Football Club, nouvelle émission de football dominicale consacrée à la Ligue 1.
En 2009, il quitte Canal+ à la suite d'un désaccord et rejoint TF1. L'ancien champion du monde commente alors seulement les matchs de Ligue des champions aux côtés de Christian Jeanpierre et de Jean-Michel Larqué. Ses débuts ont lieu lors du match Marseille-Milan AC le 15 septembre 2009. Il est présent en Afrique du Sud lors du Mondial 2010 réagissant après les matchs sur un plateau. Il donne ainsi son avis sur la débâcle de l'équipe de France et analyse pour les téléspectateurs les causes de ce fiasco. Après le départ de la chaîne de Jean-Michel Larqué en juillet 2010, il est nommé pour remplacer définitivement ce dernier en qualité de consultant,. Il épaule désormais Christian Jeanpierre aux commentaires avec parfois Arsène Wenger pour les matchs de l'équipe de France et de Ligue des champions. Il intervient également régulièrement dans l'émission Téléfoot sur TF1.
À l'occasion de l'Euro 2008, il devient consultant sur RTL. À partir de septembre 2009, il y anime le Club Liza chaque lundi entre 20 heures et 21 heures. De septembre 2014 à juin 2020, le Club Liza a désormais lieu le dimanche, toujours de 20 h à 21 h. Il quitte RTL en 2020.
Depuis septembre 2006, il est aussi le spécialiste de l'Équipe de France de football pour le journal L'Équipe et rédige régulièrement des chroniques consacrées aux Bleus.
En avril 2007, il publie sa biographie écrite en collaboration avec Arnaud Ramsay et Jacques Bungert, Bixente, aux éditions Grasset. En mai 2007, Nathalie Cuman réalise un documentaire retraçant les cent derniers jours de sa carrière de footballeur au Bayern Munich.
Il reçoit le Mag d'Or 2011 du meilleur binôme de commentateurs de football, décerné par L'Équipe magazine, pour son duo avec Christian Jeanpierre, ainsi que de l'expert football le plus incisif.
En mai 2012 il obtient un petit rôle au cinéma, dans Le Capital, de Costa-Gavras.
En octobre 2013, il produit et réalise le premier épisode de sa série de documentaires Frères de sport, qui se penche sur des activités diverses telles que le surf, le ski ou les arts martiaux brésiliens. Dans ces documentaires, Bixente Lizarazu part à la rencontre d’un sportif emblématique de son sport, au cœur des lieux qui en font sa légende. En totale immersion, il vit au rythme de ces personnages hors du commun, se plonge dans leur discipline et partage des instants intimes de leur quotidien.
En 2016, pour le départ de Christian Jeanpierre, il commente avec Grégoire Margotton un nouveau avec l'équipe de France puis l'euro 2016 en France, la coupe du monde 2018 en Russie, et des rencontres de la Coupe du monde féminine de football, diffusée sur TMC et TF1, et notamment l'ensemble des matchs de l'équipe de France. D'août à décembre 2020, grâce à un accord entre TF1 et Mediapro, il commente des affiches de Ligue 1, toujours en duo avec Grégoire Margotton, sur la nouvelle chaîne nommée Téléfoot.
En septembre 2020, il quitte la radio RTL pour rejoindre Radio France. Il intervient sur les différentes antennes du groupe (France Bleu, France Inter, France Info) lors des compétitions majeures. Outre ces interventions, il anime chaque dimanche de 19 à 20 heures, sur France Bleu Planète Liza, une émission consacrée à l'aventure humaine, la découverte, l'exploration et le partage d'expériences, entouré de plusieurs invités issus de la société civile ou du milieu du sport. L'émission est arrêtée en 2022 après deux saisons de diffusion.
En 2021, il continue de participer à Téléfoot et commente les matchs de l'Euro 2021 sur TF1 avec Grégoire Margotton.

## Style de joueur: arrière gauche offensif

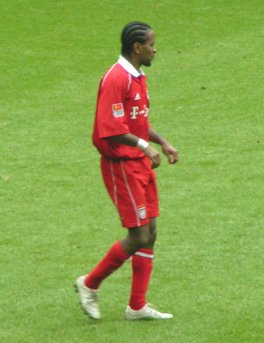
Avec Zé Roberto, Lizarazu forme l'aile gauche de l'équipe bavaroise pendant des années.

Pur gaucher, Bixente Lizarazu commence sa carrière professionnelle sur l'aile gauche après avoir effectué sa formation au poste d’attaquant. Il débute finalement comme milieu offensif en première division, lancé par Aimé Jacquet. À ses débuts, il est un joueur très fougueux allant souvent au contact. Un changement s'opère lorsque Didier Couécou, successeur de Jacquet, lui demande de reculer d'un cran. L'entraîneur lui propose alors d'évoluer arrière gauche avec une vocation offensive. Éprouvant rapidement du plaisir à ce poste, il utilise ses qualités de contre-attaquant. Progressivement, il devient un arrière gauche offensif créant le surnombre, débordant, centrant et marquant parfois des buts. Il doit alors tenir deux rôles : apporter du renfort en attaque et protéger son camp. Au fil de sa carrière, Lizarazu s'étoffe physiquement, peaufine son agressivité, sa rigueur, son énergie, ainsi que sa discipline.
Bixente Lizarazu possède la technique classique et traditionnelle d'un gaucher. Un avantage, mais aussi un inconvénient, avec un pied gauche très fort, mais un pied droit beaucoup moins performant. Ancien attaquant reconverti défenseur, le Munichois d'adoption sait se montrer efficace en un-contre-un en phase offensive. Adepte du jeu court, il sait aussi être un très bon appui pour son milieu gaucher. Malgré sa petite taille, il fait preuve d'un bon jeu de tête grâce à un bon timing et une volonté sans faille.
Formé à l'école des frontons de pelote basque, Bixente Lizarazu se montre souvent bondissant tant dans ses interventions que dans ses prises d'appui. Des qualités qui lui permettent d'être performant sur quinze-vingt mètres. Conséquence de sa grosse tonicité, des blessures bénignes l'obligent à s'arrêter de temps en temps. Dans son couloir gauche, Lizarazu a un rendement défensif optimal. Sérieux et rigoureux dans son marquage et son placement, plutôt altruiste et respectueux des consignes, il offre un vrai gage de sécurité, mais sait aussi prendre l'espace s'il se libère sur son couloir gauche. En outre, il possède une agressivité naturelle, une motivation permanente qu'il sait canaliser. Champion du monde et d'Europe en club comme en sélection, Bixente Lizarazu est un formidable compétiteur. Un gagneur à fort tempérament, un meneur qui ne connaît aucun problème d'intégration.
Sur le côté gauche, il forme un duo avec le joueur placé juste devant lui. Profitant de ses appels incessants, Jesper Olsen ou Zinédine Zidane à Bordeaux et Zé Roberto au Bayern Munich peuvent servir plusieurs fois le Basque afin d'amener le danger dans le camp adverse. Il forme une défense très efficace en équipe de France avec Lilian Thuram (son pendant à droite), Laurent Blanc et Marcel Desailly. En effet, les Bleus ne perdent jamais lorsque les quatre défenseurs sont alignés ensemble.

## Statistiques

### Détails par saison
| Saison                | Club                   | Championnat           | Championnat | Championnat | Coupe(s) nationale(s) | Coupe(s) nationale(s) | Compétition(s) continentale(s) | Compétition(s) continentale(s) | Compétition(s) continentale(s) | Supercoupe de l'UEFA | Supercoupe de l'UEFA | Coupe intercontinentale | Coupe intercontinentale | France | France | Total | Total |
| Saison                | Club                   | Division              | M.          | B.          | M.                    | B.                    | Comp.                          | M.                             | B.                             | M.                   | B.                   | M.                      | B.                      | M.     | B.     | M.    | B.    |
| 1988-1989             | Girondins de Bordeaux  | D1                    | 16          | -           | 1                     | -                     | -                              | -                              | -                              | -                    | -                    | -                       | -                       | -      | -      | 17    | 0     |
| 1989-1990             | Girondins de Bordeaux  | D1                    | 38          | 2           | 4                     | -                     | -                              | -                              | -                              | -                    | -                    | -                       | -                       | -      | -      | 42    | 2     |
| 1990-1991             | Girondins de Bordeaux  | D1                    | 35          | 2           | 1                     | -                     | C3                             | 6                              | -                              | -                    | -                    | -                       | -                       | -      | -      | 42    | 2     |
| 1991-1992             | Girondins de Bordeaux  | D2                    | 33          | -           | 5                     | -                     | -                              | -                              | -                              | -                    | -                    | -                       | -                       | -      | -      | 38    | 0     |
| 1992-1993             | Girondins de Bordeaux  | D1                    | 36          | 4           | 3                     | -                     | -                              | -                              | -                              | -                    | -                    | -                       | -                       | 4      | -      | 43    | 4     |
| 1993-1994             | Girondins de Bordeaux  | D1                    | 32          | 9           | 3                     | -                     | C3                             | 6                              | -                              | -                    | -                    | -                       | -                       | 5      | -      | 46    | 9     |
| 1994-1995             | Girondins de Bordeaux  | D1                    | 33          | 2           | 3                     | 1                     | C3                             | 4                              | -                              | -                    | -                    | -                       | -                       | 3      | -      | 43    | 3     |
| 1995-1996             | Girondins de Bordeaux  | D1                    | 23          | 3           | -                     | -                     | C3                             | 17                             | 5                              | -                    | -                    | -                       | -                       | 13     | 1      | 53    | 9     |
| Sous-total            | Sous-total             | Sous-total            | 246         | 22          | 20                    | 1                     | -                              | 33                             | 5                              | 0                    | 0                    | 0                       | 0                       | 25     | 1      | 324   | 29    |
| 1996-1997             | Athletic Bilbao        | Liga                  | 16          | -           | 2                     | -                     | -                              | -                              | -                              | -                    | -                    | -                       | -                       | 5      | -      | 23    | 0     |
| 1997-1998             | Bayern Munich          | Bundesliga            | 18          | -           | 5                     | -                     | C1                             | 2                              | -                              | -                    | -                    | -                       | -                       | 9      | 1      | 34    | 1     |
| 1998-1999             | Bayern Munich          | Bundesliga            | 19          | 2           | 5                     | 1                     | C1                             | 9                              | -                              | -                    | -                    | -                       | -                       | 6      | -      | 39    | 3     |
| 1999-2000             | Bayern Munich          | Bundesliga            | 22          | 1           | 1                     | -                     | C1                             | 10                             | -                              | -                    | -                    | -                       | -                       | 13     | -      | 46    | 1     |
| 2000-2001             | Bayern Munich          | Bundesliga            | 16          | -           | 1                     | -                     | C1                             | 10                             | -                              | -                    | -                    | -                       | -                       | 11     | -      | 38    | 0     |
| 2001-2002             | Bayern Munich          | Bundesliga            | 25          | 1           | 1                     | -                     | C1                             | 12                             | -                              | 1                    | -                    | 1                       | -                       | 9      | -      | 49    | 1     |
| 2002-2003             | Bayern Munich          | Bundesliga            | 26          | 2           | 5                     | -                     | C1                             | 3                              | -                              | -                    | -                    | -                       | -                       | 7      | -      | 41    | 2     |
| 2003-2004             | Bayern Munich          | Bundesliga            | 26          | 1           | 1                     | -                     | C1                             | 8                              | -                              | -                    | -                    | -                       | -                       | 12     | -      | 47    | 1     |
| 2004-2005             | Olympique de Marseille | Ligue 1               | 14          | -           | 1                     | -                     | -                              | -                              | -                              | -                    | -                    | -                       | -                       | -      | -      | 15    | 0     |
| 2005                  | Bayern Munich          | Bundesliga            | 13          | -           | 2                     | -                     | C1                             | 4                              | -                              | -                    | -                    | -                       | -                       | -      | -      | 19    | 0     |
| 2005-2006             | Bayern Munich          | Bundesliga            | 18          | -           | 3                     | -                     | C1                             | 6                              | -                              | -                    | -                    | -                       | -                       | -      | -      | 27    | 0     |
| Sous-total            | Sous-total             | Sous-total            | 213         | 7           | 27                    | 1                     | -                              | 64                             | 0                              | 1                    | 0                    | 1                       | 0                       | 72     | 1      | 378   | 9     |
| Total sur la carrière | Total sur la carrière  | Total sur la carrière | 459         | 29          | 47                    | 2                     | -                              | 97                             | 5                              | 1                    | 0                    | 1                       | 0                       | 97     | 2      | 702   | 38    |

### Buts internationaux
| # | Date             | Lieu                                          | Adversaire                 | Résultat | Compétition                            | Détail | Détail         | Détail | Sél. |
| - | ---------------- | --------------------------------------------- | -------------------------- | -------- | -------------------------------------- | ------ | -------------- | ------ | ---- |
| / | 19 janvier 1993  | Estádio José Alvalade XXI, Lisbonne, Portugal | Sporting Clube de Portugal | V 2 - 0  | Match non-officiel                     | 82e    | du pied gauche | 2-0    | /    |
| 1 | 15 novembre 1995 | Stade Michel-d'Ornano, Caen, France           | Israël                     | V 2 - 0  | Éliminatoires de l'Euro 1996           | 89e    | du pied gauche | 2-0    | 17e  |
| 2 | 18 juin 1998     | Stade de France, Saint-Denis, France          | Arabie saoudite            | V 4 - 0  | Premier tour de la Coupe du monde 1998 | 85e    | du pied gauche | 4-0    | 35e  |

### Matchs internationaux
| Matchs internationaux de Bixente Lizarazu | Matchs internationaux de Bixente Lizarazu | Matchs internationaux de Bixente Lizarazu      | Matchs internationaux de Bixente Lizarazu | Matchs internationaux de Bixente Lizarazu | Matchs internationaux de Bixente Lizarazu        | Matchs internationaux de Bixente Lizarazu                            |
| #                                         | Date                                      | Lieu                                           | Adversaire                                | Résultat                                  | Compétition                                      | Notes                                                                |
| ----------------------------------------- | ----------------------------------------- | ---------------------------------------------- | ----------------------------------------- | ----------------------------------------- | ------------------------------------------------ | -------------------------------------------------------------------- |
| 1                                         | 14 novembre 1992                          | Parc des Princes, Paris, France                | Finlande                                  | V 2 - 1                                   | Éliminatoires de la Coupe du monde 1994          | Titulaire.                                                           |
| 2                                         | 17 février 1993                           | Stade Ramat Gan, Tel Aviv, Israël              | Israël                                    | V 4 - 0                                   | Éliminatoires de la Coupe du monde 1994          | Titulaire, remplacé par Patrice Loko à la 82e minute.                |
| 3                                         | 27 mars 1993                              | Stade Ernst-Happel, Vienne, Autriche           | Autriche                                  | V 1 - 0                                   | Éliminatoires de la Coupe du monde 1994          | Titulaire.                                                           |
| 4                                         | 28 avril 1993                             | Parc des Princes, Paris, France                | Suède                                     | V 2-1                                     | Éliminatoires de la Coupe du monde 1994          | Entre en jeu à la place de Corentin Martins à la 90e minute.         |
| 5                                         | 28 juillet 1993                           | Stade Michel-d'Ornano, Caen, France            | Russie                                    | V 3 - 1                                   | Match amical                                     | Entre en jeu à la place de Corentin Martins à la 64e minute.         |
| 6                                         | 22 août 1993                              | Stade Råsunda, Solna, Suède                    | Suède                                     | N 1 - 1                                   | Éliminatoires de la Coupe du monde 1994          | Titulaire.                                                           |
| 7                                         | 13 octobre 1993                           | Parc des Princes, Paris, France                | Israël                                    | D 2 - 3                                   | Éliminatoires de la Coupe du monde 1994          | Entre en jeu à la place d'Alain Roche à la 24e minute.               |
| 8                                         | 22 mars 1994                              | Stade de Gerland, Lyon, France                 | Chili                                     | V 3 - 1                                   | Match amical                                     | Titulaire.                                                           |
| 9                                         | 29 mai 1994                               | Stade olympique national, Tokyo, Japon         | Japon                                     | V 4 - 1                                   | Match amical                                     | Entre en jeu à la place d'Éric Di Meco à la 71e minute.              |
| 10                                        | 17 août 1994                              | Parc Lescure, Bordeaux, France                 | Tchéquie                                  | N 2 - 2                                   | Match amical                                     | Entre en jeu à la place de David Ginola à la 46e minute.             |
| 11                                        | 7 septembre 1994                          | Tehelné pole, Bratislava, Slovaquie            | Slovaquie                                 | N 0 - 0                                   | Éliminatoires de l'Euro 1996                     | Entre en jeu à la place de Youri Djorkaeff à la 81e minute.          |
| 12                                        | 8 octobre 1994                            | Stade Geoffroy-Guichard, Saint-Étienne, France | Roumanie                                  | N 0 - 0                                   | Éliminatoires de l'Euro 1996                     | Titulaire.                                                           |
| 13                                        | 22 juillet 1995                           | Ullevaal Stadion, Oslo, Norvège                | Norvège                                   | N 0 - 0                                   | Match amical                                     | Titulaire.                                                           |
| 14                                        | 16 août 1995                              | Parc des Princes, Paris, France                | Pologne                                   | N 1 - 1                                   | Éliminatoires de l'Euro 1996                     | Titulaire.                                                           |
| 15                                        | 6 septembre 1995                          | Stade de l'Abbé-Deschamps, Auxerre, France     | Azerbaïdjan                               | V 10 - 0                                  | Éliminatoires de l'Euro 1996                     | Titulaire.                                                           |
| 16                                        | 11 octobre 1995                           | Stade Steaua, Bucarest, Roumanie               | Roumanie                                  | V 3 - 1                                   | Éliminatoires de l'Euro 1996                     | Entre en jeu à la place de Youri Djorkaeff à la 75e minute.          |
| 17                                        | 15 novembre 1995                          | Stade Michel-d'Ornano, Caen, France            | Israël                                    | V 2 - 0                                   | Éliminatoires de l'Euro 1996                     | Entre en jeu à la place d'Éric Di Meco à la 63e minute, puis buteur. |
| 18                                        | 29 mai 1996                               | Stade de la Meinau, Strasbourg, France         | Finlande                                  | V 2 - 0                                   | Match amical                                     | Entre en jeu à la place d'Éric Di Meco à la 67e minute.              |
| 19                                        | 1er juin 1996                             | Gottlieb-Daimler-Stadion, Stuttgart, Allemagne | Allemagne                                 | V 1 - 0                                   | Match amical                                     | Entre en jeu à la place d'Éric Di Meco à la 66e minute.              |
| 20                                        | 5 juin 1996                               | Stadium Nord, Villeneuve-d'Ascq, France        | Arménie                                   | V 2 - 0                                   | Match amical                                     | Titulaire.                                                           |
| 21                                        | 10 juin 1996                              | St James' Park, Newcastle, Angleterre          | Roumanie                                  | V 1 - 0                                   | Premier tour de l'Euro 1996                      | Entre en jeu à la place d'Éric Di Meco à la 68e minute.              |
| 22                                        | 15 juin 1996                              | Elland Road, Leeds, Angleterre                 | Espagne                                   | N 1 - 1                                   | Premier tour de l'Euro 1996                      | Titulaire.                                                           |
| 23                                        | 18 juin 1996                              | St James' Park, Newcastle, Angleterre          | Bulgarie                                  | V 3 - 1                                   | Premier tour de l'Euro 1996                      | Titulaire.                                                           |
| 24                                        | 22 juin 1996                              | Anfield, Liverpool, Angleterre                 | Pays-Bas                                  | N 0 - 0 5-4 t.a.b                         | Quart de finale de l'Euro 1996                   | Titulaire.                                                           |
| 25                                        | 26 juin 1996                              | Old Trafford, Manchester, Angleterre           | Tchéquie                                  | N 0 - 0 5-6 t.a.b                         | Demi-finale de l'Euro 1996                       | Titulaire.                                                           |
| 26                                        | 31 août 1996                              | Parc des Princes, Paris, France                | Mexique                                   | V 2 - 0                                   | Match amical                                     | Titulaire, remplacé par Vincent Guérin à la 79e minute.              |
| 27                                        | 26 février 1997                           | Parc des Princes, Paris, France                | Pays-Bas                                  | V 2 - 1                                   | Match amical                                     | Titulaire, remplacé par Vincent Candela à la 87e minute.             |
| 28                                        | 3 juin 1997                               | Stade de Gerland, Lyon, France                 | Brésil                                    | N 1 - 1                                   | Tournoi de France 1997                           | Titulaire.                                                           |
| 29                                        | 7 juin 1997                               | Stade de la Mosson, Montpellier, France        | Angleterre                                | D 0 - 1                                   | Tournoi de France 1997                           | Entre en jeu à la place de Pierre Laigle à la 83e minute.            |
| 30                                        | 11 juin 1997                              | Parc des Princes, Paris, France                | Italie                                    | N 2 - 2                                   | Tournoi de France 1997                           | Titulaire.                                                           |
| 31                                        | 22 avril 1998                             | Stade Råsunda, Stockholm, Suède                | Suède                                     | N 0 - 0                                   | Match amical                                     | Titulaire.                                                           |
| 32                                        | 27 mai 1998                               | Stade Mohammed-V, Casablanca, Maroc            | Belgique                                  | V 1 - 0                                   | Tournoi Hassan II 1998                           | Titulaire.                                                           |
| 33                                        | 5 juin 1998                               | Olympiastadion, Helsinki, Finlande             | Finlande                                  | V 1 - 0                                   | Match amical                                     | Titulaire.                                                           |
| 34                                        | 12 juin 1998                              | Stade Vélodrome, Marseille, France             | Afrique du Sud                            | V 3 - 0                                   | Premier tour de la Coupe du monde 1998           | Titulaire.                                                           |
| 35                                        | 18 juin 1998                              | Stade de France, Saint-Denis, France           | Arabie saoudite                           | V 4 - 0                                   | Premier tour de la Coupe du monde 1998           | Titulaire et buteur.                                                 |
| 36                                        | 28 juin 1998                              | Stade Bollaert, Lens, France                   | Paraguay                                  | V 1 - 0 b.e.o                             | Huitième de finale de la Coupe du monde 1998     | Titulaire.                                                           |
| 37                                        | 3 juillet 1998                            | Stade de France, Saint-Denis, France           | Italie                                    | N 0 - 0 4-3 t.a.b                         | Quart de finale de la Coupe du monde 1998        | Titulaire.                                                           |
| 38                                        | 8 juillet 1998                            | Stade de France, Saint-Denis, France           | Croatie                                   | V 2 - 1                                   | Demi-finale de la Coupe du monde 1998            | Titulaire.                                                           |
| 39                                        | 12 juillet 1998                           | Stade de France, Saint-Denis, France           | Brésil                                    | V 3 - 0                                   | Finale de la Coupe du monde 1998                 | Titulaire.                                                           |
| 40                                        | 19 août 1998                              | Stade Ernst-Happel, Vienne, Autriche           | Autriche                                  | N 2 - 2                                   | Match amical                                     | Titulaire, remplacé par Vincent Candela à la 46e minute.             |
| 41                                        | 5 septembre 1998                          | Laugardalsvöllur, Reykjavik, Islande           | Islande                                   | N 1 - 1                                   | Éliminatoires de l'Euro 2000                     | Titulaire.                                                           |
| 42                                        | 10 octobre 1998                           | Stade Loujniki, Moscou, Russie                 | Russie                                    | V 3 - 2                                   | Éliminatoires de l'Euro 2000                     | Titulaire.                                                           |
| 43                                        | 14 octobre 1998                           | Stade de France, Saint-Denis, France           | Andorre                                   | V 2 - 0                                   | Éliminatoires de l'Euro 2000                     | Titulaire.                                                           |
| 44                                        | 10 février 1999                           | Stade de Wembley, Londres, Angleterre          | Angleterre                                | V 2 - 0                                   | Match amical                                     | Titulaire.                                                           |
| 45                                        | 27 mars 1999                              | Stade de France, Saint-Denis, France           | Ukraine                                   | N 0 - 0                                   | Éliminatoires de l'Euro 2000                     | Titulaire.                                                           |
| 46                                        | 18 août 1999                              | Windsor Park, Belfast, Irlande du Nord         | Irlande du Nord                           | V 1 - 0                                   | Match amical                                     | Titulaire, remplacé par Vincent Candela à la 56e minute.             |
| 47                                        | 4 septembre 1999                          | Olimpiski, Kiev, Ukraine                       | Ukraine                                   | N 0 - 0                                   | Éliminatoires de l'Euro 2000                     | Titulaire.                                                           |
| 48                                        | 8 septembre 1999                          | Stade Hrazdan, Erevan, Arménie                 | Arménie                                   | V 3 - 2                                   | Éliminatoires de l'Euro 2000                     | Titulaire.                                                           |
| 49                                        | 9 octobre 1999                            | Stade de France, Saint-Denis, France           | Islande                                   | V 3 - 2                                   | Éliminatoires de l'Euro 2000                     | Titulaire.                                                           |
| 50                                        | 23 février 2000                           | Stade de France, Saint-Denis, France           | Pologne                                   | V 1 - 0                                   | Match amical                                     | Titulaire.                                                           |
| 51                                        | 29 mars 2000                              | Hampden Park, Glasgow, Écosse                  | Écosse                                    | V 2 - 0                                   | Match amical                                     | Titulaire.                                                           |
| 52                                        | 26 avril 2000                             | Stade de France, Saint-Denis, France           | Slovénie                                  | V 3 - 2                                   | Match amical                                     | Titulaire.                                                           |
| 53                                        | 28 mai 2000                               | Stade Maksimir, Zagreb, Croatie                | Croatie                                   | V 2 - 0                                   | Match amical                                     | Titulaire.                                                           |
| 54                                        | 4 juin 2000                               | Stade Mohammed-V, Casablanca, Maroc            | Japon                                     | N 2 - 2 4-2 t.a.b                         | Tournoi Hassan II 2000                           | Titulaire.                                                           |
| 55                                        | 11 juin 2000                              | Stade Jan-Breydel, Bruges, Belgique            | Danemark                                  | V 3 - 0                                   | Premier tour de l'Euro 2000                      | Titulaire.                                                           |
| 56                                        | 25 juin 2000                              | Stade Jan-Breydel, Bruges, Belgique            | Espagne                                   | V 2 - 1                                   | Quart de finale de l'Euro 2000                   | Titulaire.                                                           |
| 57                                        | 28 juin 2000                              | Stade Roi Baudouin, Bruxelles, Belgique        | Portugal                                  | V 2 - 1 b.e.o                             | Demi-finale de l'Euro 2000                       | Titulaire.                                                           |
| 58                                        | 2 juillet 2000                            | Stade de Feyenoord, Rotterdam, Pays-Bas        | Italie                                    | V 2 - 1 b.e.o                             | Finale de l'Euro 2000                            | Titulaire, remplacé par Robert Pirès à la 86e minute.                |
| 59                                        | 16 août 2000                              | Stade Vélodrome, Marseille, France             | Sélection FIFA                            | V 5 - 1                                   | Match amical                                     | Titulaire, remplacé par Christian Karembeu à la 74e minute.          |
| 60                                        | 2 septembre 2000                          | Stade de France, Saint-Denis, France           | Angleterre                                | N 1 - 1                                   | Match amical                                     | Titulaire.                                                           |
| 61                                        | 4 octobre 2000                            | Stade de France, Saint-Denis, France           | Cameroun                                  | N 1 - 1                                   | Match amical                                     | Titulaire remplacé par Claude Makélélé à la 55e minute.              |
| 62                                        | 27 février 2001                           | Stade de France, Saint-Denis, France           | Allemagne                                 | V 1 - 0                                   | Match amical                                     | Entre en jeu à la place de Willy Sagnol à la 59e minute.             |
| 63                                        | 24 mars 2001                              | Stade de France, Saint-Denis, France           | Japon                                     | V 5 - 0                                   | Match amical                                     | Titulaire, remplacé par Christian Karembeu à la 80e minute.          |
| 64                                        | 28 mars 2001                              | Stade de Mestalla, Valence, Espagne            | Espagne                                   | D 1 - 2                                   | Match amical                                     | Titulaire.                                                           |
| 65                                        | 25 avril 2001                             | Stade de France, Saint-Denis, France           | Portugal                                  | V 4 - 0                                   | Match amical                                     | Titulaire.                                                           |
| 66                                        | 30 mai 2001                               | Stade de Daegu, Daegu, Corée du Sud            | Corée du Sud                              | V 5 - 0                                   | Premier tour de la Coupe des confédérations 2001 | Titulaire.                                                           |
| 67                                        | 3 juin 2001                               | Stade d'Ulsan Munsu, Daegu, Corée du Sud       | Mexique                                   | V 4 - 0                                   | Premier tour de la Coupe des confédérations 2001 | Titulaire.                                                           |
| 68                                        | 7 juin 2001                               | Stade de Suwon, Suwon, Corée du Sud            | Brésil                                    | V 2 - 1                                   | Demi-finale de la Coupe des confédérations 2001  | Titulaire.                                                           |
| 69                                        | 10 juin 2001                              | Stade de Yokohama, Yokohama, Japon             | Japon                                     | V 1 - 0                                   | Finale de la Coupe des confédérations 2001       | Titulaire.                                                           |
| 70                                        | 15 août 2001                              | Stade de la Beaujoire, Nantes, France          | Danemark                                  | V 1 - 0                                   | Match amical                                     | Titulaire, remplacé par Vincent Candela à la 80e minute.             |
| 71                                        | 1er septembre 2001                        | Estadio Nacional de Chile, Santiago, Chili     | Chili                                     | D 1 - 2                                   | Match amical                                     | Titulaire.                                                           |
| 72                                        | 27 mars 2002                              | Stade de France, Saint-Denis, France           | Écosse                                    | V 5 - 0                                   | Match amical                                     | Titulaire.                                                           |
| 73                                        | 17 avril 2002                             | Stade de France, Saint-Denis, France           | Russie                                    | N 0 - 0                                   | Match amical                                     | Titulaire, remplacé par Vincent Candela à la 78e minute.             |
| 74                                        | 18 mai 2002                               | Stade de France, Saint-Denis, France           | Belgique                                  | D 1 - 2                                   | Match amical                                     | Titulaire, remplacé par Vincent Candela à la 46e minute.             |
| 75                                        | 26 mai 2002                               | Big Bird Stadium, Suwon, Corée du Sud          | Corée du Sud                              | V 3 - 2                                   | Match amical                                     | Titulaire, remplacé par Willy Sagnol à la 82e minute.                |
| 76                                        | 31 mai 2002                               | Seoul World Cup Stadium, Séoul, Corée du Sud   | Sénégal                                   | D 0 - 1                                   | Premier tour de la Coupe du monde 2002           | Titulaire.                                                           |
| 77                                        | 6 juin 2002                               | Stade Asiade de Busan, Pusan, Corée du Sud     | Uruguay                                   | N 0 - 0                                   | Premier tour de la Coupe du monde 2002           | Titulaire.                                                           |
| 78                                        | 11 juin 2002                              | Stade Munhak d'Incheon, Incheon, Corée du Sud  | Danemark                                  | D 0 - 2                                   | Premier tour de la Coupe du monde 2002           | Titulaire.                                                           |
| 79                                        | 12 février 2003                           | Stade de France, Saint-Denis, France           | Tchéquie                                  | D 0 - 2                                   | Match amical                                     | Titulaire, remplacé par Mikaël Silvestre à la 75e minute.            |
| 80                                        | 29 mars 2003                              | Stade Felix-Bollaert, Lens, France             | Malte                                     | V 6 - 0                                   | Éliminatoires de l'Euro 2004                     | Titulaire.                                                           |
| 81                                        | 2 avril 2003                              | Stade Renzo-Barbera, Palerme, Italie           | Israël                                    | V 2 - 1                                   | Éliminatoires de l'Euro 2004                     | Titulaire.                                                           |
| 82                                        | 30 avril 2003                             | Stade de France, Saint-Denis, France           | Égypte                                    | V 5 - 0                                   | Match amical                                     | Titulaire.                                                           |
| 83                                        | 18 juin 2003                              | Stade de Gerland, Lyon, France                 | Colombie                                  | V 1 - 0                                   | Premier tour de la Coupe des confédérations 2003 | Titulaire.                                                           |
| 84                                        | 22 juin 2003                              | Stade de France, Saint-Denis, France           | Nouvelle-Zélande                          | V 5 - 0                                   | Premier tour de la Coupe des confédérations 2003 | Titulaire.                                                           |
| 85                                        | 29 juin 2003                              | Stade de France, Saint-Denis, France           | Cameroun                                  | V 1 - 0                                   | Finale de la Coupe des confédérations 2003       | Titulaire.                                                           |
| 86                                        | 20 août 2003                              | Stade de Genève, Genève, Suisse                | Suisse                                    | V 2 - 0                                   | Match amical                                     | Titulaire.                                                           |
| 87                                        | 6 septembre 2003                          | Stade de France, Saint-Denis, France           | Chypre                                    | V 5 - 0                                   | Éliminatoires de l'Euro 2004                     | Titulaire.                                                           |
| 88                                        | 10 septembre 2003                         | Stade central, Ljubljana, Slovénie             | Slovénie                                  | V 2 - 0                                   | Éliminatoires de l'Euro 2004                     | Titulaire.                                                           |
| 89                                        | 11 octobre 2003                           | Stade de France, Saint-Denis, France           | Israël                                    | V 3 - 0                                   | Éliminatoires de l'Euro 2004                     | Titulaire.                                                           |
| 90                                        | 15 novembre 2003                          | Aufschalke Arena, Gelsenkirchen, Allemagne     | Allemagne                                 | V 3 - 0                                   | Match amical                                     | Titulaire.                                                           |
| 91                                        | 18 février 2004                           | Stade Roi Baudouin, Bruxelles, Belgique        | Belgique                                  | V 2 - 0                                   | Match amical                                     | Entre en jeu à la place de Mikaël Silvestre à la 46e minute.         |
| 92                                        | 31 mars 2004                              | Stade de Feyenoord, Rotterdam, Pays-Bas        | Pays-Bas                                  | N 0 - 0                                   | Match amical                                     | Titulaire, remplacé par Mikaël Silvestre à la 58e minute.            |
| 93                                        | 28 mai 2004                               | Stade de la Mosson, Montpellier, France        | Andorre                                   | V 4 - 0                                   | Match amical                                     | Entre en jeu à la place de Patrick Vieira à la 46e minute.           |
| 94                                        | 6 juin 2004                               | Stade de France, Saint-Denis, France           | Ukraine                                   | V 1 - 0                                   | Match amical                                     | Titulaire.                                                           |
| 95                                        | 13 juin 2004                              | Stade de Luz, Lisbonne, Portugal               | Angleterre                                | V 2 - 1                                   | Premier tour de l'Euro 2004                      | Titulaire.                                                           |
| 96                                        | 21 juin 2004                              | Stade municipal, Coimbra, Portugal             | Suisse                                    | V 3 - 1                                   | Premier tour de l'Euro 2004                      | Titulaire.                                                           |
| 97                                        | 25 juin 2004                              | Estádio José Alvalade XXI, Lisbonne, Grèce     | Grèce                                     | D 0 - 1                                   | Quart de finale de l'Euro 2004                   | Titulaire.                                                           |

## Palmarès
Bixente Lizarazu dispute son premier match professionnel en Division 1 le 12 novembre 1988 lors d'un match opposant le SM Caen aux Girondins de Bordeaux. En 1992, il est sacré Champion de France D2 avec Bordeaux. Trois ans plus tard, il remporte la Coupe Intertoto en 1995. Cette victoire leur permet de se qualifier en coupe UEFA, compétition dans laquelle ils seront finalistes en 1996. Avec le Bayern Munich, il est sacré six fois champion d'Allemagne en 1999, 2000, 2001, 2003, 2005 et 2006. Avec ce même club, il réalise notamment le doublé à quatre reprises en remportant la Coupe d'Allemagne en 1998, 2000, 2003, 2005 et 2006. Il accroche aussi à son palmarès cinq coupes de la Ligue allemande en 1997, 1998, 1999, 2000 et 2004. Sur le plan international, Bixente Lizarazu remporte la Ligue des champions en 2001 ainsi que la Coupe intercontinentale la même année. Enfin, il est finaliste de la Supercoupe de l'UEFA également en 2001.
Avec l'équipe de France, Lizarazu totalise 97 sélections dont un capitanat et 2 buts entre 1992 et 2004. Il a connu quatre sélectionneurs : Gérard Houllier, Aimé Jacquet, Roger Lemerre et enfin Jacques Santini. En sélection, il remporte des tournois mineurs comme la Coupe Kirin en 1994 ou le Tournoi Hassan II en 1998 et 2000. Il fait partie de la génération dorée de l'équipe de France : il remporte consécutivement la Coupe du monde 1998, l'Euro 2000 puis la Coupe des confédérations 2001 et 2003. Il met fin à sa carrière internationale à l'issue de l'Euro 2004.
Individuellement, Bixente Lizarazu est élu trois fois meilleur arrière gauche du championnat de France et quatre fois meilleur arrière latéral du championnat d'Allemagne. En 2001, il est désigné meilleur arrière gauche du monde par l'UEFA et le journal L’Équipe face à Paolo Maldini et Roberto Carlos et se classe 11e au Ballon d'or. Le 18 décembre 2002, il est membre de la sélection mondiale FIFA opposée au Real Madrid, lors des manifestations du centenaire du club merengue (3-3). En septembre 1998, à la suite du sacre mondial, il est fait chevalier de la Légion d'honneur comme tous ses autres coéquipiers champions du monde par Jacques Chirac. En 2007, il reçoit le prix Guy Wildenstein (aujourd'hui prix Marie-Christine Ubald-Bocquet) de l'Académie des sports. En 2011, il figure dans l’équipe type spéciale 20 ans des Trophées UNFP. En 2020, il est élu dans le XI de légende de tous les temps de l'équipe de France selon les internautes de L'Équipe.
| En équipe de France | Compétitions internationales | Compétitions nationales |
| --- | --- | --- |
| - Coupe du monde de la FIFA (1) - Vainqueur : 1998. - Coupe des confédérations (2) - Vainqueur : 2001 et 2003. - Championnat d'Europe (1) - Vainqueur : 2000. - Demi-finaliste : 1996. - Coupe Kirin (1) - Vainqueur en 1994. - Tournoi Hassan II (2) - Vainqueur en 1998 et 2000. | - Coupe intercontinentale (1) - Vainqueur : 2001 avec Munich. - Ligue des champions (1) - Vainqueur : 2001 avec Munich. - Coupe UEFA - Finaliste : 1996 avec Bordeaux. - Coupe Intertoto (1) - Vainqueur : 1995 avec Bordeaux. - Supercoupe de l'UEFA - Finaliste : 2001 avec Munich. | - Championnat d'Allemagne (6) - Champion : 1999, 2000, 2001, 2003, 2005 et 2006 avec Munich. - Vice-champion : 1998, 2004 avec Munich. - Championnat de France - Vice-champion : 1990 avec Bordeaux. - Championnat de France D2 (1) - Champion : 1992 avec Bordeaux. - Coupe d'Allemagne (5) - Vainqueur : 1998, 2000, 2003, 2005 et 2006 avec Munich. - Finaliste : 1999 avec Munich. - Coupe de la Ligue d'Allemagne (5) - Vainqueur : 1997, 1998, 1999, 2000, 2004 avec Munich. |

## Autres activités
Depuis 1990, il est membre de la Surfrider Foundation pour la protection des littoraux et des océans.
Il crée en 2003, à la suite de la marée noire provoquée par le naufrage du pétrolier Prestige, l'association Liza pour une mer en bleu qui œuvre pour la protection de l'environnement et du littoral. Le point de départ de cette association est un match au Stade Chaban-Delmas à Bordeaux avec l'équipe de France 1998, dont tous les bénéfices sont reversés à l'association. À ce titre, il participe chaque année à différentes opérations dont les initiatives océanes en partenariat avec Surfrider Foundation (journées d'action pour nettoyer les plages organisées par la Surfrider Foundation) ou l'odyssée du flocon à la vague.
Reconverti au jiu-jitsu brésilien, il devient en 2009 champion d'Europe des vétérans ceintures bleues, niveau 1 poids léger. En 2010, il finit 3e en ceinture violette. Il obtient sa ceinture noire en 2016.
En 2007, il participe au Trophée Andros, la course automobile sur glace, dans la catégorie ELITE, à l'épreuve de Super-Besse. Il revient en 2008, à Lans-en-Vercors et Serre Chevalier,.
En 2011, il commence une formation en communication, relations publiques et sport (COREPUS) à l'université de Reims. En juin 2013, il obtient son Master (Bac+5) avec mention bien.
Bixente Lizarazu est parrain de l'Association européenne contre les leucodystrophies (ELA).
Le 11 mai 2013, il se rend à l'Allianz Arena afin de célébrer le 23e titre de champion d'Allemagne du Bayern Munich, son ancien club après le match contre le FC Augsbourg. Il est parmi les 22 représentants des 22 derniers titres de champions d'Allemagne, Bixente Lizarazu étant le représentant du titre conquis en 2000.
Il représente la marque de cosmétique Biotherm Homme.
En avril 2018, paraît son livre intitulé Mes prolongations publié par les éditions Seuil  (ISBN 978-2-02-137496-4) autour du sport et contenant des éléments autobiographiques.

### Vie privée

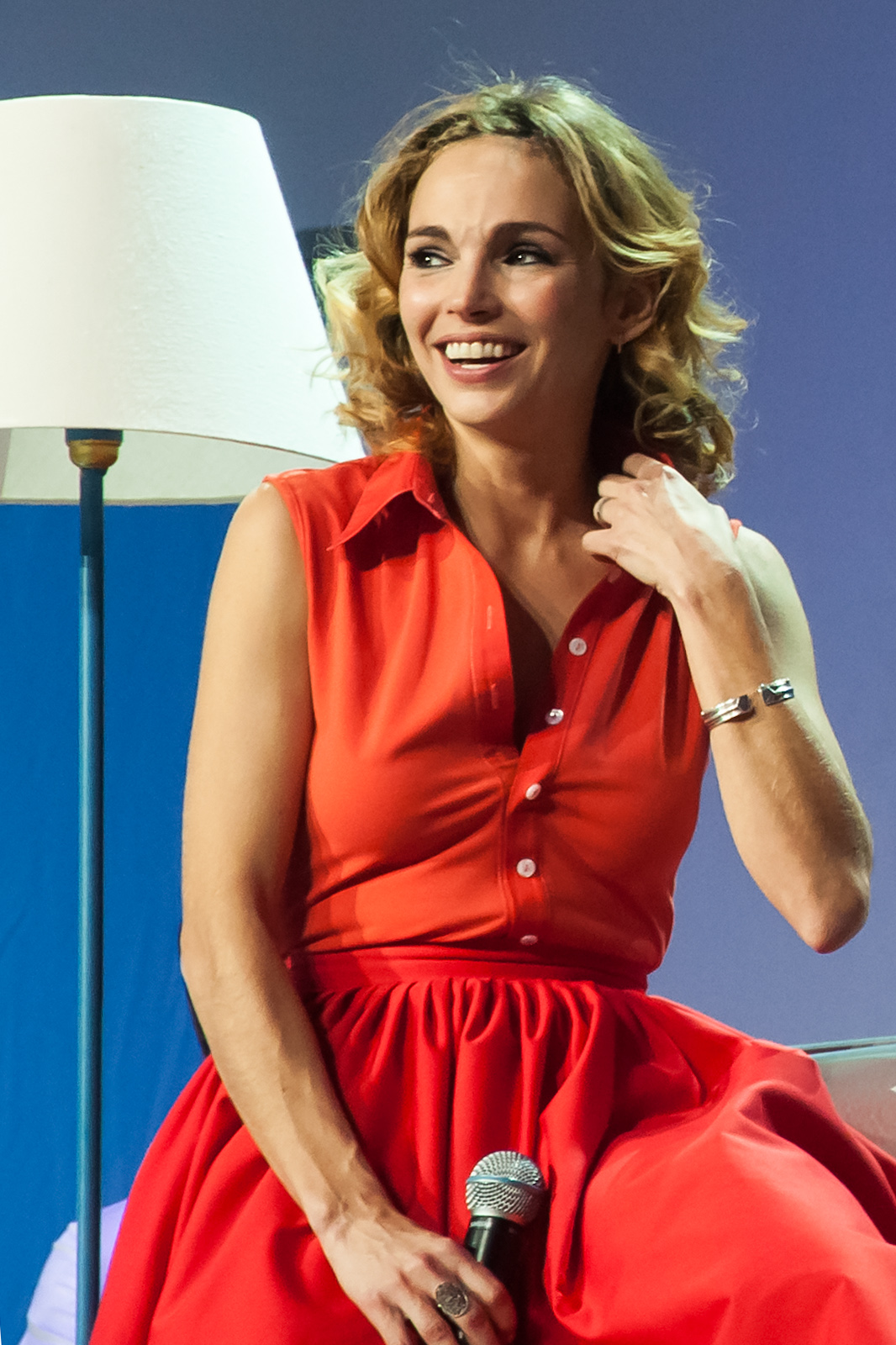
Il est en couple avec Claire Keim avec qui il a une fille.

Bien que son prénom de naissance soit « Bixente », les autorités administratives l'enregistrent avec le prénom « Vincent » (équivalent en français de « Bixente » qui est un nom basque). En 1996, Lizarazu obtient, à force de procédures judiciaires, le droit de s'appeler « Bixente », qui devient son prénom officiel sur sa carte d'identité,. Par ailleurs, son nom de famille est aussi basque : sa graphie actuelle est une francisation du nom originel Lizaratzu [liˈs̪araˌts̪u].
Lizarazu a été le compagnon de la chanteuse Elsa de 1999 à 2006.
En décembre 2000, Bixente Lizarazu reçoit une lettre au domicile de ses parents. Elle contient des menaces de mort de l'Euskadi ta Askatasuna (ETA) qui lui demande de payer l'« impôt révolutionnaire » et lui reproche d'avoir pris les couleurs d'un « pays ennemi », la France. Rapidement diffusée dans les journaux, cette affaire remonte jusqu'au Premier ministre, Lionel Jospin, qui juge la lettre « absurde dans ses motivations et dans ses fondements » et apporte son soutien à Bixente Lizarazu. Ce dernier porte plainte et la section antiterroriste du parquet de Paris, la Direction nationale de l'antiterrorisme et le Service régional de police judiciaire de Bayonne se saisissent de l'enquête. À la suite des menaces, Lizarazu est protégé par deux gardes du corps délégués par l’État. Il met fin à cette protection au bout d'un an après avoir eu le choix de l'arrêter ou de la poursuivre.
Depuis juillet 2006, Bixente Lizarazu est en couple avec l'actrice Claire Keim, avec qui il a eu une fille prénommée Uhaina (« la vague » en français), née en août 2008. Il est aussi le père d'un garçon prénommé Tximista (« l'éclair » en français), né en 1995 d'une précédente union.

## Décoration
Le 24 juillet 1998, Bixente Lizarazu est nommé au grade de chevalier dans l'ordre national de la Légion d'honneur au titre de « footballeur professionnel, vainqueur de la Coupe du monde de football 1998 ; 10 ans d'activités » puis fait chevalier le 1er septembre 1998. Il est promu au grade d'officier le 15 janvier 2025 au titre de « ancien footballeur professionnel et consultant sportif ».

## Pour approfondir

### Filmographie
- Merci beaucoup und au revoir, de Bixente  Lizarazu (prod.) et de Nathalie  Cuman (réal.), MK2, 2007
- Les Yeux dans les Bleus, de Jérôme  Caza (prod.) et de Stéphane  Meunier (réal.), Canal+, 1998
- Apparition en 2012 dans Le Capital (film)